# Che famiglia è questa Family!
Family! (ファミリー！?, Famirī!) è un manga shōjo scritto e disegnato da Taeko Watanabe, pubblicato in Giappone sulla rivista Bessatsu Shōjo Comic di Shogakukan dal luglio 1981 al settembre 1985.
Dal manga è stato tratto un anime di 26 episodi, Che famiglia è questa Family! (Ｏｈ！ファミリー?, Oh! Famirī, Oh! Family), prodotto dalla KnacK e andato in onda in Giappone su TV Tokyo tra l'ottobre 1986 e il marzo 1987; in Italia è stato trasmesso su Italia 1 tra il febbraio e l'aprile 1988.

## Trama
Gli Anderson, una famiglia americana residente a Los Angeles, in California, ricca ma alquanto 'pittoresca', si ritrova a dover adottare un bambino di nome Jonathan Allen quando quest'ultimo afferma di essere figlio illegittimo di Wilfred, il padre della famiglia. Ciò si rivela in seguito essere falso, ma la natura gentile del bambino conquista tutti i componenti della famiglia, che decidono comunque di ospitarlo insieme al suo cane Adam. 
La serie racconta la vita di tutti giorni della famiglia Anderson, in particolar modo quella della secondogenita Fea, dal carattere risoluto e dalla vita amorosa un po' problematica, che non vede di buon occhio l'arrivo di Jonathan.

## Personaggi

Logo italiano (ed. Yamato Video) e personaggi della serie

Fea Anderson (フィー・アンダーソン?, Fī Andāson)
Doppiata da: Sumi Shimamoto (ed. giapponese), Dania Cericola (ed. italiana)
La secondogenita della famiglia Anderson, ha 15 anni. È un vero maschiaccio, infatti fin dall'infanzia lei veniva scambiata per un maschio, mentre suo fratello Kay per una femmina. Inizia a mostrare il suo lato femminile solo dopo aver iniziato ad uscire con Leif. A scuola non va tanto bene, soprattutto in spagnolo in cui prende sempre D. Impulsiva, non lascia mai nessuno in difficoltà, ma a volte i suoi tentativi di aiutare le persone risultano inopportuni. È l'unica che sospetta e non crede alla storia del figlio illegittimo di Jonathan, infatti è proprio lei a smascherarlo, ma in seguito si affeziona a lui. Funge anche da narratrice interna
Kay Anderson (ケイ・アンダーソン?, Kei Andāson)
Doppiato da: Shigeru Nakahara (ed. giapponese), Gianfranco Gamba (ed. italiana)
Il primogenito della famiglia Anderson, ha 17 anni. È un ragazzo premuroso che costituisce un punto di riferimento per le sorelle più piccole. Quando era piccolo veniva scambiato per una femmina, al contrario di Fea che veniva presa per maschio. Adorava indossare i vestiti di Fea (che lei invece odiava) ed è grazie a questo che si accorge, crescendo, di essere omosessuale. Leif è stato uno dei suoi fidanzati, ma quando nota che questi è innamorato di sua sorella, lo lascia.
Leif McGuary (レイフ・マクギャリー?, Reifu MakuGyarī) (Ralph McGarry nella versione originale)
Doppiato da: Keiichi Nanba (ed. giapponese), Luigi Rosa (ed. italiana)
Il fidanzato di Fea, inizialmente pensa di essere omosessuale e ha una relazione con Kay, con cui rimane amico anche dopo la rottura. Ha qualche difficoltà a dimostrare i suoi sentimenti a Fea per via del carattere insensibile della ragazza.
Jonathan Allen (ジョナサン・アレン?, Jonasan Aren)
Doppiato da: Masako Sugaya (ed. giapponese), Paola Tovaglia (ed. italiana)
Un bambino di 5 anni (6 nel corso della serie) che si presenta all'improvviso a casa Anderson dichiarando di essere figlio illegittimo di Wilfred. È incredibilmente intelligente per la sua età, infatti l'intera famiglia Anderson crede ciecamente alla sua storia, ad eccezione di Fea. In seguito si scopre che in realtà è andato via da casa dello zio di Chicago perché la famiglia voleva uccidere il cane Adam; scoperto l'inganno, quindi, si appresta ad andare via, ma Fea e i suoi decidono di continuare ad ospitarlo, essendosi ormai affezionati a lui. Alla fine della serie lascia casa Anderson per andare a vivere con il suo padre biologico.
Adam (アダム?, Adamu)
Doppiato da: Ikuya Sawaki (ed. giapponese), Stefano Albertini (ed. italiana)
Il grande cane dal pelo lungo bianco di Jonathan, tanto intelligente da comunicare con gli umani tramite la lingua dei segni. È un gran combina guai. Non ha alcun interesse verso le cagnoline, anzi s'innamora delle umane, tra cui l'insegnante di Jonathan. Pur non emettendo alcun suono corrispondente alla lingua umana, il suo doppiatore italiano, come per altri animali parlanti nei cartoni animati, è accreditato nei titoli di coda.
Wilfred Anderson (ウィルフレッド・アンダーソン?, Wirufureddo Andāson)
Doppiato da: Kei Tomiyama (ed. giapponese), Antonio Paiola (ed. italiana)
Chiamato anche Freddie (フレディ?, Furedi), è il padre imbranato della famiglia Anderson, a cui tiene molto. Ha 37 anni. Passa dei guai molto seri quando Jonathan si presenta agli altri come suo figlio illegittimo, soprattutto con sua moglie Sharen, che tuttavia accetta di buon grado la presenza in casa del bambino, anche quando quest'ultimo rivelerà di essersi inventato tutto. Ha una gran paura della sorella della moglie, perché fin dall'inizio molto contraria al loro matrimonio, nonostante dimostri sempre coraggio e determinazione di fronte a lei.
Sharon Anderson (シェレン・アンダーソン?, Sheren Andāson)
Doppiata da: Sanae Takagi (ed. giapponese), Valeria Falcinelli (ed. italiana)
Da nubile Witherby (ウィザビー?, Wizabī), è la madre della famiglia Anderson. Ha 35 anni. Quando Kay e Fea erano piccoli era una madre modello che si prendeva cura dei propri figli in un modo impeccabile, ma da quando questi sono cresciuti e diventati adolescenti si è trasformata in una donna infantile e negligente a cui piace solamente vestirsi da felice mostro dei biscotti. Ha una sorella maggiore, Maria, che è iperprotettiva con lei, soprattutto quando ai tempi della scuola i ragazzi le chiedevano un appuntamento.
Tracy Anderson (トレーシー・アンダーソン?, Torēshī Andāson)
Doppiata da: Naoko Matsui (ed. giapponese), Debora Magnaghi (ed. italiana)
Terzogenita e ultima della famiglia Anderson, ha 7 anni. È loquace con una grande passione per la danza, considerata bellissima dai suoi compagnetti di classe, ma che tuttavia a lei non interessano, preferendo a loro uomini più grandi. Assomiglia molto alla sorella maggiore, seppur più calma e femminile. È molto matura per la sua età, ma è ancora una bambina e come tutti i bambini adora giocare. È portata per la recitazione, tanto da venire scritturata una volta per un film.
Mariko Segawa (瀬川麻里子?, Segawa Mariko)
Doppiata da: Chieko Honda (ed. giapponese), ? (ed. italiana)
Una ragazza giapponese che per lo scambio culturale va a vivere per un po' di tempo dagli Anderson. S'invaghisce di Fea, scambiandola inizialmente per un ragazzo, ma quando scopre la sua intesa con Leif, dirige le proprie attenzioni su Kay.
Janice Stuart (ジャニス・スチュアート?, Janisu Suchuāto)
Una compagna di classe di Fea (sebbene più grande di qualche anno) che non riesce ad inserirsi nella scuola. S'interessa a Leif e cerca in tutti i modi di conquistarlo, procurando diversi problemi al rapporto tra lui e Fea.
James McGuary (ジェイムズ・マクギャリー?, Jeimuzu MakuGyarī)
Soprannominato da tutti Jay (ジェイ?, Jei), è un famoso regista di serie televisive molto severo che critica tutto e tutti. È il padre di Leif, separato dalla madre del ragazzo perché gay: il suo proposito era, infatti, quello di avere un figlio da una donna qualsiasi, che avrebbe lasciato una volta nato il bambino. Inizialmente non gli piace Fea come fidanzata di suo figlio, ma successivamente comincia ad apprezzarla. Vive con il compagno e suo figlio.
Leo (リオ?, Rio)
Il compagno di James, fa il ballerino di professione. Poiché ha sempre vissuto con la famiglia McGuary, è come un fratello maggiore per Leif, con cui è molto premuroso, al contrario del padre. Accortosi dell'intesa tra Leif e Fea, è uno dei primi che li sostiene nella loro relazione.

## Manga
Il manga è stato pubblicato sulla rivista Bessatsu Shōjo Comic dal luglio 1981 al settembre 1985 e successivamente è stato serializzato in 11 tankōbon per conto della Shogakukan, pubblicati tra l'aprile 1982 e il dicembre 1985. L'opera ha ricevuto diverse ristampe nel corso degli anni: in 6 volumi nel 1991 per la collana Flower Comics Wide, in 6 volumi formato tascabile nel 1998 per la Shogakukan Bunko e sempre in 6 volumi shinsōban nel 2007.
In Italia non è mai arrivato.

### Volumi
| Nº | Titolo italiano Giapponese 「Kanji」 - Rōmaji | Data di prima pubblicazione         | Data di prima pubblicazione |
| Nº | Titolo italiano Giapponese 「Kanji」 - Rōmaji | Giapponese                          |                             |
| 1  | Family! 1 「ファミリー！ １」 - Famirī! 1 | 20 aprile 1982 ISBN 4-09-131561-5   |                             |
| 1  | Capitoli - 1. Anderson-ke no hitobito (アンダーソン家の人々? lett. "I componenti della famiglia Anderson") - 2. Hajimari no hi (はじまりの日? lett. "Il primo giorno") - 3. Otoko tomodachi - I (男友だちＩ? lett. "Amicizia maschile - I") - 4. Seinaru kodomotachi no yoru (聖なるこどもたちの夜? lett. "La notte sacra dei bambini") |                                     |                             |
| 2  | Family! 2 「ファミリー！ ２」 - Famirī! 2 | 20 agosto 1982 ISBN 4-09-131562-3   |                             |
| 2  | Capitoli - 5. Adam to Eve (アダムとイブ? lett. "Adam ed Eva") - 6. Hako no naka no Jack (箱の中のジャック? lett. "Jack dentro la scatola") - 7. Otoko tomodachi - II (男友だちＩＩ? lett. "Amicizia maschile - II") - 8. 7-ninme (７人目? lett. "Il settimo membro")                                                                    |                                     |                             |
| 3  | Family! 3 「ファミリー！ ３」 - Famirī! 3 | 20 dicembre 1982 ISBN 4-09-131563-1 |                             |
| 3  | Capitoli - 9. Emily Emily (エミリー エミリー?) - 10. Itoshi no Maria (愛しのマリア? lett. "La cara Maria") - 11. Triangle Lullaby (トライアングル・ララバイ?) - 12. Sentimental Road (センチメンタル・ロード?) - 13. Hush-A-Bye (ハッシャバイ?)                                                                                         |                                     |                             |
| 4  | Family! 4 「ファミリー！ ４」 - Famirī! 4 | 20 aprile 1983 ISBN 4-09-131564-X   |                             |
| 5  | Family! 5 「ファミリー！ ５」 - Famirī! 5 | 20 agosto 1983 ISBN 4-09-131565-8   |                             |
| 6  | Family! 6 「ファミリー！ ６」 - Famirī! 6 | 20 febbraio 1984 ISBN 4-09-131566-6 |                             |
| 7  | Family! 7 「ファミリー！ ７」 - Famirī! 7 | 20 aprile 1984 ISBN 4-09-131567-4   |                             |
| 8  | Family! 8 「ファミリー！ ８」 - Famirī! 8 | 20 novembre 1984 ISBN 4-09-131568-2 |                             |
| 9  | Family! 9 「ファミリー！ ９」 - Famirī! 9 | 20 marzo 1985 ISBN 4-09-131569-0    |                             |
| 10 | Family! 10 「ファミリー！ １０」 - Famirī! 10 | 20 agosto 1985 ISBN 4-09-131570-4   |                             |
| 11 | Family! 11 「ファミリー！ １１」 - Famirī! 11 | 20 dicembre 1985 ISBN 4-09-131841-X |                             |

## Anime
L'anime, prodotto dalla KnacK, è composto da 26 episodi, andati in onda su TV Tokyo dal 6 ottobre 1986 al 30 marzo 1987. La storia segue piuttosto fedelmente quella del manga ma risulta molto sintetizzata, favorendo più il lato comico di quello serioso dei capitoli.
In Italia è stato acquistato da Fininvest (ora Mediaset) ed è stato trasmesso su Italia 1 tra il febbraio e l'aprile 1988 all'interno del contenitore Bim Bum Bam. Nelle repliche su Man-ga del 2012 è stato recuperato l'episodio 3, mai trasmesso prima, in lingua originale sottotitolata. La serie è stata pubblicata in 2 DVD-BOX da Yamato Video nel settembre e dicembre 2012 mantenendo in originale il titolo, ma con il sottotitolo Che famiglia è questa Family! in copertina per fidelizzazione con gli spettatori televisivi italiani; contengono sia la versione televisiva censurata con il doppiaggio storico, sia quella integrale in lingua giapponese sottotitolata in italiano.

### Episodi
| Nº | Titolo italiano Giapponese 「Kanji」 - Rōmaji - Traduzione letterale                                                                  | In onda          | In onda                   |
| Nº | Titolo italiano Giapponese 「Kanji」 - Rōmaji - Traduzione letterale                                                                  | Giapponese       | Italiano                  |
| 1  | La famiglia Anderson 「アンダーソン家の人々」 - Andāson-ke no hitobito – "I componenti della famiglia Anderson"                       | 6 ottobre 1986   | 10 febbraio 1988          |
| 2  | La nonna 「はじまりの日」 - Hajimari no hi – "Il primo giorno"                                                                        | 13 ottobre 1986  | 12 febbraio 1988          |
| 3  | LA! Incontro casuale 「ＬＡ！めぐり会い」 - LA! Meguri ai – "LA! Incontro casuale"                                                    | 20 ottobre 1986  | novembre 2012 (su Man-ga) |
| 4  | Adam ed Eva 「アダムとイブ」 - Adamu to Ibu – "Adam ed Eva"                                                                           | 27 ottobre 1986  | 15 febbraio 1988          |
| 5  | Come dire "Ti amo" 「もうしばらく男友だち」 - Mō shibaraku otoko tomodachi – "Per un po' amicizia maschile"                           | 3 novembre 1986  | 17 febbraio 1988          |
| 6  | Jonathan e Emily 「二度と恋なんかするもんか」 - Nidoto koi nanka suru mon ka – "Non mi innamorerò certamente ancora"                  | 10 novembre 1986 | 19 febbraio 1988          |
| 7  | Un lavoro per tutti 「愛しのマリア」 - Itoshi no Maria – "La cara Maria"                                                              | 17 novembre 1986 | 22 febbraio 1988          |
| 8  | La partita di baseball 「トライアングル・ララバイ」 - Toraianguru rarabai – "Triangle Lullaby"                                        | 24 novembre 1986 | 24 febbraio 1988          |
| 9  | La first lady 「ファースト・レディー」 - Fāsuto redī – "First lady"                                                                   | 1º dicembre 1986 | 26 febbraio 1988          |
| 10 | Debby innamorata 「恋するデビー」 - Koisuru Debī – "Debby innamorata"                                                                 | 8 dicembre 1986  | 29 febbraio 1988          |
| 11 | Il settimo membro della famiglia 「７人目のファミリー」 - 7-ninme no famirī – "Il settimo membro della famiglia"                      | 15 dicembre 1986 | 2 marzo 1988              |
| 12 | Un amico di papà 「フレンドシップ・メモリーズ」 - Furendoshippu memorīzu – "Ricordi di amicizia"                                      | 22 dicembre 1986 | 4 marzo 1988              |
| 13 | Un vestito per Fea 「パーティ・ドレスはまだ似合わない」 - Pāti doresu wa mada niawanai – "Il vestito da festa non ti soddisfa ancora" | 29 dicembre 1986 | 7 marzo 1988              |
| 14 | La strada della malinconia 「センチメンタル・ロード」 - Senchimentaru rōdo – "Sentimental Road"                                       | 5 gennaio 1987   | 9 marzo 1988              |
| 15 | I due Adam 「アダムその日び」 - Adamu sono hibi – "Adam quel giorno"                                                                  | 12 gennaio 1987  | 11 marzo 1988             |
| 16 | L'influenza 「聖母が街にやってくる」 - Seibo ga machi ni yattekuru – "La Madonna viene in città"                                      | 19 gennaio 1987  | 14 marzo 1988             |
| 17 | L'album da disegno 「まっ白なスケッチブック」 - Masshiro na suketchibukku – "L'album da disegno bianco puro"                          | 26 gennaio 1987  | 16 marzo 1988             |
| 18 | Il pupazzo nella scatola 「箱の中のジャック」 - Hako no naka no jakku – "Jack dentro la scatola"                                      | 2 febbraio 1987  | 18 marzo 1988             |
| 19 | La felicità a metà 「１／２の幸運」 - 1/2 no kōun – "La fortuna a metà"                                                               | 9 febbraio 1987  | 21 marzo 1988             |
| 20 | Bobby innamorato 「ふくれっつらの女神さま」 - Fukurettsura no megami-sama – "La dea dalla faccia pallida"                             | 16 febbraio 1987 | 23 marzo 1988             |
| 21 | Il purè di patate 「ハッシャバイ」 - Hasshabai – "Hush-A-Bye"                                                                         | 23 febbraio 1987 | 25 marzo 1988             |
| 22 | Il mostro felice 「黄昏の魔法使い」 - Tasogare no mahōtsukai – "Maghi del crepuscolo"                                                 | 2 marzo 1987     | 28 marzo 1988             |
| 23 | La zia Mary 「もうひとりのマリア」 - Mō hitori no Maria – "Un'altra Maria"                                                            | 9 marzo 1987     | 30 marzo 1988             |
| 24 | Ti voglio bene papà 「パパ大好き！」 - Papa daisuki! – "Ti voglio bene papà!"                                                         | 16 marzo 1987    | 1º aprile 1988            |
| 25 | I tacchi alti 「ハイヒール・スプリンター」 - Haihīru supurintā – "Velocista con i tacchi alti"                                        | 23 marzo 1987    | 4 aprile 1988             |
| 26 | Arrivederci, famiglia Anderson 「家族」 - Kazoku – "Famiglia"                                                                         | 30 marzo 1987    | 6 aprile 1988             |

### Sigle
La sigla italiana, scritta da Alessandra Valeri Manera con la musica di Ninni Carucci ed interpretata da Cristina D'Avena, presenta un arrangiamento completamente diverso dalle originali e viene usata sia in apertura che in chiusura. Il brano è stato poi incluso in alcuni album della cantante, ovvero Cristina D'Avena e i tuoi amici in TV 2 (1988) e Cristina D'Avena e i tuoi amici in TV 2004.
Sigla di apertura
- California Dreaming (カリフォルニア・ドリーミング?), di Ushio Hashimoto e Koorogi '73 (coro)

Sigla di chiusura
- Sunny Side Story (サニー・サイド物語?), di Ushio Hashimoto e Koorogi '73 (coro)

Sigla di apertura e di chiusura italiana
- Che famiglia è questa Family!, di Cristina D'Avena

### Adattamento italiano
In Italia la serie se da una parte ha mantenuto i nomi dei personaggi (americani già in originale), dall'altra ha subìto diversi tagli, censure e modifiche dei dialoghi, volte principalmente a nascondere l'omosessualità di alcuni personaggi, arrivando a eliminare del tutto l'episodio 3, in cui il personaggio di Kay viene visto baciare Leif da Fea; esso è stato recuperato solo in seguito con la messa in onda su Man-ga e nei DVD in lingua originale e sottotitolato in italiano. Altre modifiche riguardano la madre di Jonathan che in realtà non è semplicemente un'amica del signor Anderson, bensì la sua ex fidanzata, e il bambino inizialmente dice di essere suo figlio illegittimo e non orfano; inoltre non ha idea di chi sia il suo vero padre, che conoscerà solo nell'ultimo episodio. I riferimenti all'omosessualità del padre di Leif (motivo per cui si è separato dalla madre del ragazzo) sono stati rimossi e il compagno viene fatto passare per suo figlio, quindi fratello di Leif, così come quelli sul personaggio di Mariko che si prende una cotta per Fea, scambiandola inizialmente per un ragazzo. Su Man-ga e sui DVD della Yamato Video è stata proposta la versione originale con i sottotitoli in lingua italiana.

## CD
Ancora prima dell'inizio della serie animata, negli anni ottanta sono stati pubblicati diversi LP, tuttavia mai ristampati su CD, ad eccezione di quello contenente le musiche di sottofondo uscito nel marzo 2005.
| Nº | Titolo CD                                                     | Numero tracce | Data uscita     |
| -- | ------------------------------------------------------------- | ------------- | --------------- |
| 1  | Family! (ファミリー！?) - Image album                         | 10            | marzo 1984      |
| 2  | Family! II (ファミリー！ ＩＩ?) - Image album                 | 10            | aprile 1985     |
| 3  | Digital Trip - Family! Synthesizer Fantasy                    | 10            | dicembre 1985   |
| 4  | Oh! Family (Ｏｈ！ファミリー?)                                | 4             | 1986            |
| 5  | Oh! Family HITS SONGS (Ｏｈ！ファミリー ＨＩＴＳ ＳＯＮＧＳ?) | 10            | 1º gennaio 1987 |
| 6  | Oh! Family TV Original Soundtrack (Ｏｈ！ファミリー 音楽集?)  | 20            | 23 marzo 2005   |

## Libri e romanzi

### Art book
1. Watanabe Taeko - Omoi/Kizuna (渡辺多恵子 思い／絆?), Flower Comics Masterpieces, gennaio 2013.